# Gioacchino Pizzi
Pour les articles homonymes, voir Pizzi.
Gioacchino Pizzi, né le 11 septembre 1716 à Rome et mort dans cette même ville le 8 septembre 1790, est un littérateur italien.

## Biographie
Né à Rome en 1716, il fit ses études dans le Collège romain dirigé par les jésuites. Quelques poésies légères qu’il publia dès sa première jeunesse, le firent connaître avantageusement. L’Académie d'Arcadie le reçut dans son soin eu 1751. Il y établit sa réputation poétique par un grand nombre de compositions, où l’on remarquait de l’élégance, de la facilité, et surtout une grande correction, de style. Après la mort de l’abbé Morei, en 1759, il lui succéda dans la place de custode, ou gardien général de l’académie. Sous l’administration de Pizzi, elle acquit un nouveau lustre, et compta parmi ses membres les hommes les plus distingués par leurs talents, et plusieurs princes el souverains de l’Europe. Jusqu’alors l’abbé Pizzi avait joui de la considération générale ; mais elle diminua un peu à l’arrivée à Rome de la fumeuse Corilla Olimpica, dont le véritable nom était Maria Maddalena Morelli. Cette improvisatrice, plus connue par ses galanteries que par ses talents poétiques, attira auprès d’elle tous les beaux-esprits de Rome, et même les gens les plus qualifiés. L’abbé Pizzi se montra parmi ceux qui lui rendirent les premiers leurs hommages, et imagina de faire couronner la nouvelle Sappho au Capitole, honneur si rarement accordé aux génies les plus marquants de l’Italie. Malgré les murmures des personnes sensées, Pizzi l’emporta, et Maria Maddalena Morelli fut ornée de le la couronne décernée à Pétrarque et au Tasse L’enthousiasme de l’abbé Pizzi pour sa protégée excita l’esprit satirique si propre aux habitants d’Italie, et surtout aux Romains. Le tronçon de Pasquino et la statue de Marforio étaient journellement remplis de pamphlets contre Corilla, où l’abbé Pizzi n’était guère épargné. Le départ de Corilla mit un terme à ces plaisanteries, et peu à peu l’abbé Pizzi recouvra l’estime de ses concitoyens. Il mourut le 18 septembre 1790.

## Œuvres
- Discours sur la poésie tragique et comique. Rome, 1772 ;
- Dissertation sur un camée antique ;
- La vision de l’Eden, poème en 4 chants, tiré en partie de l’Apocalypse, Rome, 1778. Ce poème est digne d’éloges, soit par la beauté des images, soit par l’harmonie de la versification ;
- Le Triomphe de la poésie, imprimé à Parme par Bodoni, 1782, avec un grand luxe typographique, dans la collection qui a pour litres Actes du couronnement solennel de Corilla Olimpica, publiés par les soins de l’abbé Pizzi.